# Nueil-sous-Faye
Nueil-sous-Faye est une commune du Centre-Ouest de la France, située dans le département de la Vienne en région Nouvelle-Aquitaine.

## Géographie
Nueil-sous-Faye est une commune rurale.

### Localisation
Nueil-sous-Faye est située à 28 km au nord-ouest de Châtellerault la plus grande ville à proximité.
Le bourg est proche du parc naturel régional Loire-Anjou-Touraine.

### Communes limitrophes
|        | Pouant          |                                  |
| Maulay | Nueil-sous-Faye | Braye-sous-Faye (Indre-et-Loire) |
| Dercé  | Prinçay         | Sérigny                          |

### Géologie et relief
La commune présente un paysage formé de plaines vallonnées et/ou boisées. Le terroir se compose d'argile et de sables verts pour respectivement 68 % et 28 % situés sur les collines et dépressions sableuses des bordures du Bassin parisien, de 17 % de terre de Doucins (c’est une terre argilo-limoneuse propre à la région) et de landes sur la bordure aquitaine et, enfin de 4 % de Bornais du Loudunais (ce sont des sols brun clair sur limons, profonds et humides, à tendance siliceuse)  dans les plaines calcaires).

### Hydrographie
La commune est traversée par 9 km de cours d'eau, avec comme rivière principale la Mable sur une longueur de 4 km.

### Climat
Pour des articles plus généraux, voir Climat de la Nouvelle-Aquitaine et Climat de la Vienne.
Historiquement, la commune est exposée à un climat océanique du nord-ouest.  
En 2020, Météo-France publie une typologie des climats de la France métropolitaine dans laquelle la commune est exposée à un climat océanique altéré et est dans la région climatique  Moyenne vallée de la Loire, caractérisée par une bonne insolation (1 850 h/an) et un été peu pluvieux.
Pour la période 1971-2000, la température annuelle moyenne est de 11,6 °C, avec une amplitude thermique annuelle de 15 °C. Le cumul annuel moyen de précipitations est de 629 mm, avec 10,8 jours de précipitations en janvier et 6,5 jours en juillet. Pour la période 1991-2020, la température moyenne annuelle observée sur la station météorologique la plus proche, située sur la commune de Loudun à 15 km à vol d'oiseau, est de 12,4 °C et le cumul annuel moyen de précipitations est de 631,5 mm,. Pour l'avenir, les paramètres climatiques de la commune estimés pour 2050 selon différents scénarios d’émission de gaz à effet de serre sont consultables sur un site dédié publié par Météo-France en novembre 2022.

### Voies de communication et transports
Les gares les plus proches se trouve à Chinon (20,7 km).

## Urbanisme

### Typologie
Au 1er janvier 2024, Nueil-sous-Faye est catégorisée commune rurale à habitat très dispersé, selon la nouvelle grille communale de densité à sept niveaux définie par l'Insee en 2022.
Elle est située hors unité urbaine et hors attraction des villes,.

### Occupation des sols
L'occupation des sols de la commune, telle qu'elle ressort de la base de données européenne d’occupation biophysique des sols Corine Land Cover (CLC), est marquée par l'importance des territoires agricoles (82,4 % en 2018), une proportion sensiblement équivalente à celle de 1990 (82,8 %). La répartition détaillée en 2018 est la suivante : 
terres arables (59,6 %), forêts (15,9 %), zones agricoles hétérogènes (14,9 %), prairies (7,9 %), zones urbanisées (1,7 %). L'évolution de l’occupation des sols de la commune et de ses infrastructures peut être observée sur les différentes représentations cartographiques du territoire : la carte de Cassini (XVIIIe siècle), la carte d'état-major (1820-1866) et les cartes ou photos aériennes de l'IGN pour la période actuelle (1950 à aujourd'hui).

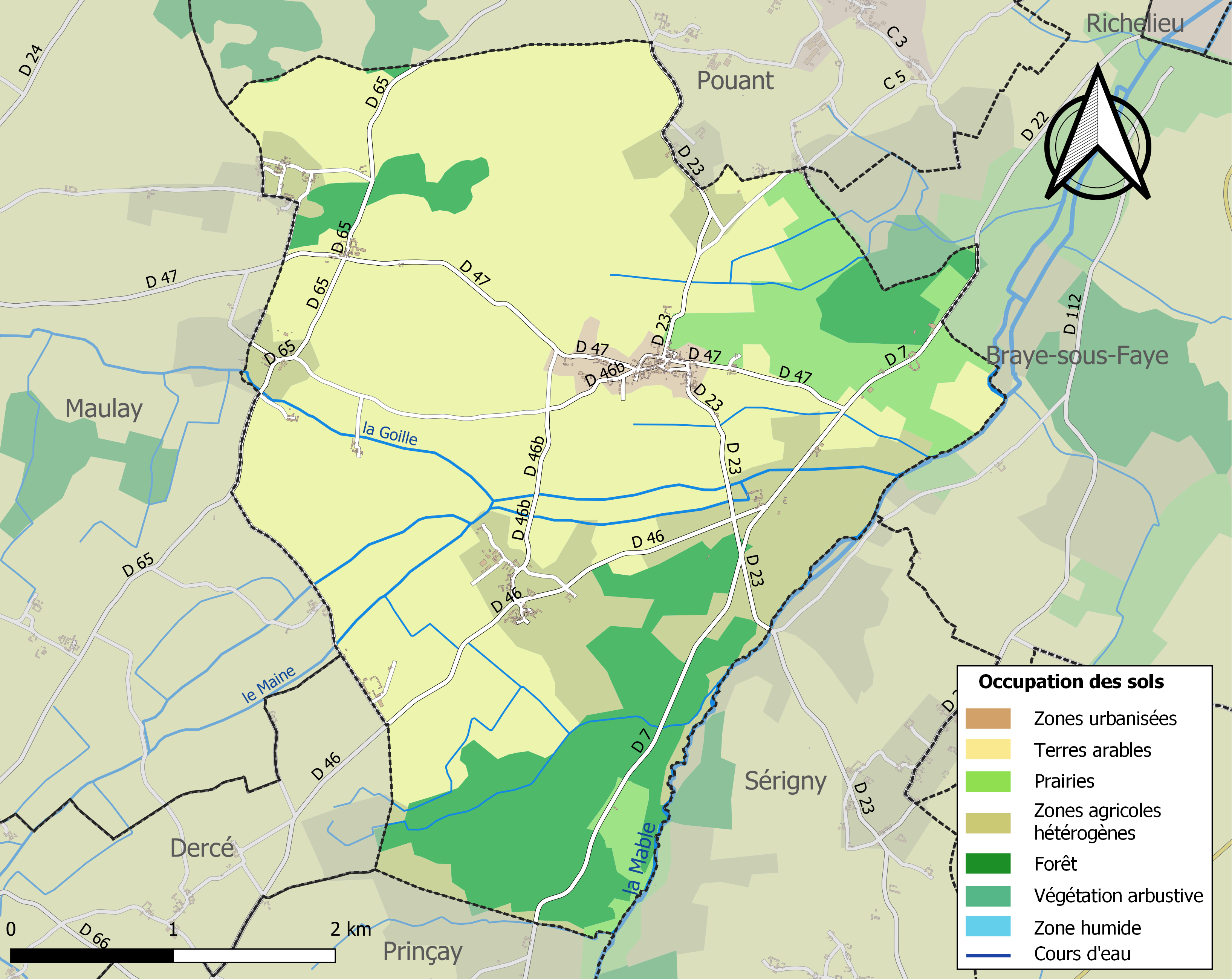
Carte des infrastructures et de l'occupation des sols de la commune en 2018 (CLC).

### Risques majeurs
Le territoire de la commune de Nueil-sous-Faye est vulnérable à différents aléas naturels : météorologiques (tempête, orage, neige, grand froid, canicule ou sécheresse), inondations, mouvements de terrains et séisme (sismicité modérée). Il est également exposé à un risque technologique,  le transport de matières dangereuses. Un site publié par le BRGM permet d'évaluer simplement et rapidement les risques d'un bien localisé soit par son adresse soit par le numéro de sa parcelle.

#### Risques naturels
Certaines parties du territoire communal sont susceptibles d’être affectées par le risque d’inondation par débordement de cours d'eau, notamment le Mable. La commune a été reconnue en état de catastrophe naturelle au titre des dommages causés par les inondations et coulées de boue survenues en 1982, 1999, 2010 et 2013,.

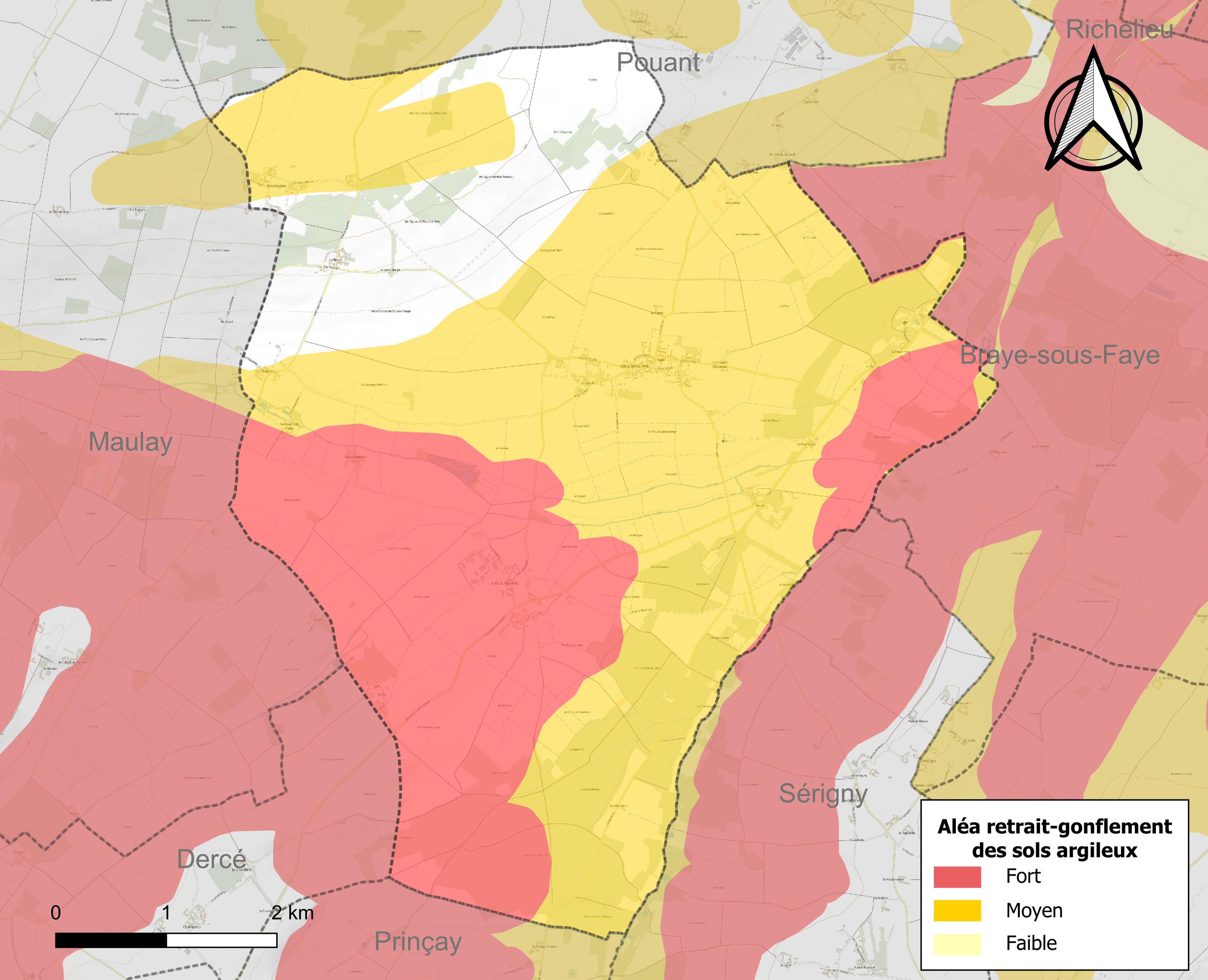
Carte des zones d'aléa retrait-gonflement des sols argileux de Nueil-sous-Faye.

Les mouvements de terrains susceptibles de se produire sur la commune sont des tassements différentiels. Le retrait-gonflement des sols argileux est susceptible d'engendrer des dommages importants aux bâtiments en cas d’alternance de périodes de sécheresse et de pluie. 85,1 % de la superficie communale est en aléa moyen ou fort (79,5 % au niveau départemental et 48,5 % au niveau national). Depuis le 1er octobre 2020, en application de la loi ÉLAN, différentes contraintes s'imposent aux vendeurs, maîtres d'ouvrages ou constructeurs de biens situés dans une zone classée en aléa moyen ou fort,.
La commune a été reconnue en état de catastrophe naturelle au titre des dommages causés par des mouvements de terrain en 1999 et 2010.

## Toponymie
Le nom du village proviendrait du suffixe - ialo qui désigne une clairière et de fagus qui est le nom latin du hêtre.

## Histoire
Un hypogée rectangulaire  de la deuxième période gallo-romaine, fut trouvé en 1901. Une chambre sépulcrale de 3 m2 était couverte d'une voûte en berceau plein cintre. Elle comportait une porte dont l'arc était composé de claveaux en pierre, intercalés de quatre autres en brique. Il ne contenait  qu'un sarcophage simple avec cercueil en plomb. Cet hypogée a été entièrement détruit.

## Politique et administration

### Intercommunalité
Nueil-sous-Faye est rattachée à la communauté de communes du Pays Loudunais.

### Liste des maires
| Période   | Période       | Identité  | Étiquette | Qualité |
| --------- | ------------- | --------- | --------- | ------- |
| mars 2001 | réélu en 2008 | Omer Diot |           |         |

### Instances judiciaires et administratives
La commune relève du tribunal d'instance de Poitiers, du tribunal de grande instance de Poitiers, de la cour d'appel  de Poitiers, du tribunal pour enfants de Poitiers, du conseil de prud'hommes de Poitiers, du tribunal de commerce de Poitiers, du tribunal administratif de Poitiers et de la cour administrative d'appel de Bordeaux, du tribunal des pensions de Poitiers, du tribunal des affaires de la Sécurité sociale de la Vienne, de la cour d’assises de la Vienne.

## Population et société

### Démographie
L'évolution du nombre d'habitants est connue à travers les recensements de la population effectués dans la commune depuis 1793. Pour les communes de moins de 10 000 habitants, une enquête de recensement portant sur toute la population est réalisée tous les cinq ans, les populations de référence des années intermédiaires étant quant à elles estimées par interpolation ou extrapolation. Pour la commune, le premier recensement exhaustif entrant dans le cadre du nouveau dispositif a été réalisé en 2006.

En 2022, la commune comptait 218 habitants, en évolution de +0,93 % par rapport à 2016 (Vienne : +0,6 %, France hors Mayotte : +2,11 %).
| 1793 | 1800 | 1806 | 1821 | 1831 | 1836 | 1841 | 1846 | 1851 |
| ---- | ---- | ---- | ---- | ---- | ---- | ---- | ---- | ---- |
| 414  | 385  | 423  | 430  | 504  | 448  | 464  | 467  | 485  |

| 1856 | 1861 | 1866 | 1872 | 1876 | 1881 | 1886 | 1891 | 1896 |
| ---- | ---- | ---- | ---- | ---- | ---- | ---- | ---- | ---- |
| 468  | 475  | 513  | 493  | 514  | 489  | 506  | 514  | 510  |

| 1901 | 1906 | 1911 | 1921 | 1926 | 1931 | 1936 | 1946 | 1954 |
| ---- | ---- | ---- | ---- | ---- | ---- | ---- | ---- | ---- |
| 531  | 500  | 507  | 470  | 476  | 472  | 498  | 435  | 400  |

| 1962 | 1968 | 1975 | 1982 | 1990 | 1999 | 2006 | 2011 | 2016 |
| ---- | ---- | ---- | ---- | ---- | ---- | ---- | ---- | ---- |
| 416  | 332  | 312  | 274  | 241  | 228  | 247  | 254  | 216  |

| 2021 | 2022 | - | - | - | - | - | - | - |
| ---- | ---- | - | - | - | - | - | - | - |
| 215  | 218  | - | - | - | - | - | - | - |

En 2008, selon l’INSEE, la densité de population de la commune était de 15 hab./km2, 61 hab./km2 pour le département, 68 hab./km2 pour la région Poitou-Charentes et 115 hab./km2 pour la France.
Les dernières statistiques démographiques pour la commune ont été fixées en 2009 et publiées en 2012. Il ressort que la mairie de Nueil-sous-Faye administre une population totale de 258 personnes. À cela il faut soustraire les résidences secondaires (8 personnes) pour constater que la population permanente sur la commune est de 250 habitants
En 2006 (INSEE), la répartition par sexe de la population était la suivante : 53,4 % d'hommes (52,2 % en 1999) et 46,6 % de femmes (47,8 % en 1999).
En 2006 :
- Le nombre de célibataires était de 23,7 %.
- Les couples mariés représentaient 65,4 % de la population.
- Les divorcés représentaient 3,3 %.
- Le nombre de veuves et veufs était de 7,6 %.

### Enseignement
La commune dépend de l'académie de Poitiers et les écoles primaires de la commune dépendent de l'inspection académique de la Vienne.

## Économie

### Agriculture
Selon la direction régionale de l'Alimentation, de l'Agriculture et de la Forêt de Poitou-Charentes, il n'y a plus que neuf exploitations agricoles en 2010 contre quinze en 2000.
Les surfaces agricoles utilisées ont paradoxalement augmenté de 18 % et sont passées de 1 202 hectares en 2000 à 1 429 hectares en 2010. Ces chiffres indiquent une concentration des terres sur un nombre plus faible d’exploitations. Cette tendance est conforme à l’évolution  constatée sur tout le département de la Vienne puisque de 2000 à 2007, chaque exploitation a gagné en moyenne 20 hectares.
63 % des surfaces agricoles sont destinées à la culture des céréales (blé tendre essentiellement mais aussi orges et maïs), 24 % pour les oléagineux (colza et tournesol) et 4 % pour le fourrage. En 2000, 2 hectares (0 en 2010) étaient consacrés à la vigne.

### Développement durable
Des études menées depuis 2006 prévoyaient l'installation d'un parc de quatre éoliennes sur le territoire de la commune.

### Emploi et activité
Le taux de chômage en 2006 était de 13,5 % et en 1999 il était de 7,4 %.
Les retraités et les préretraités représentaient 40,1 % de la population en 2006 et 31,1 % en 1999.
Le taux d'activité était de 69,1 % en 2006 et de 59,1 en 1999.

## Culture locale et patrimoine

### Lieux et monuments
- Église Saint-Georges d'origine romane (clocher), très remaniée au XVe siècle et au XIXe siècle.
- Les bois des Roches et bois Bourreau.
- Les rives de la Mâble.
- La ferme de la Brise du XVIe siècle avec son vieux porche.
- La fontaine lavoir de la Goëlle.
- Le château de la Mauriniere de la Morinerie.

### Articles de Wikipédia
- Liste des communes de la Vienne
- Anciennes communes de la Vienne

## Sources